# Скандал у лазні
Скандал у лазні (англ. The Bathhouse Scandal) — американська короткометражна кінокомедія режисера Воллеса Бірі 1918 року.

## У ролях
- Картер Де Хейвен
- Міна Кунард
- Ден Дейлі
- Маргарет Вістлер